# 福成寺 (豊岡市)
福成寺（ふくじょうじ）は、兵庫県豊岡市出石町内町にある浄土真宗本願寺派の寺院。山号は祇山。本尊は阿弥陀如来。

## 歴史

### 創建
福成寺は、古くは真言密教を相承し、奈佐の矢次山系の内の祇山の七合目あたりに坊舎を構えていた。『竹野郷外史』第三巻には「行基上人（668-749）が竹野谷に銅鉱を探査され、銅山の段鉱区開発を決定されると共に、矢次山に祈祷所を建立されたのが文武天皇の慶雲元年（707年）である。（中略）鉱山関係の安全を祈り、且つ修養の道場として建てられたのが、この寺であった。寺号を福成寺、山号を祇山とされた」と記されている。今も福成寺の旧跡地として伝えられる「祇山」の地は、山の中腹であるのに平坦地となっており、堂舎が立っていても不思議ではない広い場所がある。目坂の三木半兵衛の書き残した『享保の出入記』には、「祇山と申す所御座候て、村より三十町ばかり奥に寺屋敷御座候て、七～八間四面ほどに礎場石居り申す所など御座候。尤も、近所に谷水なども御座候」と記されている。なお、改宗前の住職は歴代25名であったと伝えられている。

### 祇山時代
正平初年（1340年代後半）の頃、当時の住職であった善證が霊仏霊社参詣の途中、京都に入り、たまたま大谷本廟に参詣した折り、本願寺覚如（1270-1351）の法施により他力本願に帰依した。このとき善證は覚如の御名の一字をいただいて覚證と改め、帰郷して真言密教を捨てて浄土真宗に改め、念仏弘通につとめたという。覚證は、奈佐庄の豪族であった奈佐氏の出身であったため、奈佐氏の寄進により寺領千石を所有したと伝えられている。第21代住職得証の『祇山由緒記並歴代』（以下『由緒記』）によれば、福成寺が寺地を出石に移したのは第七代住職知教の時であり、文明年中（1470-1480）のことであったという。当時、奈佐庄鳥羽村に石貝（あるいは石谷）備前という郷士がおり、寺領の強奪があったため国主である山名氏に訴えたところ、裁断あって出石の広原（弘原）庄下村の花山（現福住にある小山）に移るよう命じられた。石谷備前のことは三木半兵衛の『享保の出入記』にも出てくるが、当時の福成寺村の人たちの反対を押し切って寺地を出石に移したのは、国主である山名氏の裁断にしたがうとともに、寺領の強奪による紛争の激化によって信徒（地区住民）の中に死傷者の出ることを恐れてのことであったと考えられる。

### 出石広原時代
寺地を出石に移した知教は、興正寺の蓮教（1451-1492）の化導を受け、弟子となった。蓮教は初め教豪といい、京都にある真宗の一派であった本山仏光寺を相続すべき人物であったが、本願寺蓮如（1415-1499）に帰依し、仏光寺配下の多くの寺と門徒を引き連れて蓮如の門弟となり、その名も蓮教と改め、蓮如を輔けて念仏の教えを弘めた。知教も初めは教海という名であったが、蓮教の弟子となり知教と改めたと『由緒記』には記されている。福成寺は以降、「本願寺下、興正寺門徒、福成寺」と記録されるようになり、出石を拠点として但馬各地に浄土真宗の教えを弘めていった。戦国時代になると羽柴秀吉（後の豊臣秀吉）の弟である羽柴秀長（1541-1591)の軍が但馬に攻め入り、出石城と対面する位置にあった福成寺を陣所とし、国主である山名氏を攻め滅ぼした。有子山にあった出石城が落城して後、福成寺は有子山麓の小人町の地に移転を命じられ、以降、この地を寺地として明治を迎えることになる。
出石小人町時代
第15代住職の正岸が出石藩に提出した「帳簿」の控えによると、福成寺は但馬国内のみならず、丹波・丹後・因幡の国々にも27の末寺を有していたとあり、広く教線を拡大していたことが知られる。また、第16代住職の知門が著した『祇山書記簿』（以下『書記簿』）には、豊岡市の佐野の門徒の中に異安心の気配ありとの噂が立ったため法義の取り調べを行なったことが記載されており、宗意安心についての「惑乱」が起こらないよう、布教上の注意が常に払われていたことが確認できる。一方、小人町時代の福成寺には火災の相次いだことが、知門の『書記簿』や得証の『由緒記』に記されている。それによれば、永正六年（1509）には雷火による火災によって住職家族一同が焼死し、２歳の男児のみしか残らないという甚大な被害を受けたとある。また、天正（1573～1592）の末年には本堂裏の山崩れで堂宇・書院が埋没、寛文７年（1665）には雷火による火災によって木仏が焼失。そして、享保10年（1725）・享保20年（1735）・安永６年（1773）と相次いだ火災によって、過去帳や古記録のほとんどが失われてしまったこと等が記されている。享保10年の火災については『書記簿』に、「小人町の端より出火。（中略）当寺境内えは小人町中程より火飛び候て浄徳寺え移り、また本堂露盤の南え飛び、また高福寺え飛び候て本坊寺家残らず炎上。（中略）寺宝物、蔵経書籍など下村勘兵衛え退け・・・云々」と記されており、大きな打撃を受けたことがわかる。この時、本寺の興正寺より金子三百疋（三百貫文）の見舞を下付され、出石藩からも寄付がなされ、本堂等を再建したと記されている。このような数々の災害にあいながらも、この地に留まること約300年、明治18年（1885）になって布教への利便性を勘案して再度の寺地移転を決断し、４年の歳月をかけて福成寺は、明治21年（1888）に現在地である出石町内町へ寺地を移転することとなった。

## アクセス

### 電車
- JR豊岡駅（車で約20分）

## 周辺情報
- 出石城跡
- 有子山城跡